# 小众软件
小众软件 (英語：Application Inn) 是中国大陆以软件分享及使用心得交流为目的建设的个人网站，于2005年成立。
网站标题的“小众”与“大众”相对，本意在于分享相对冷门，但又会帮助使用者解决实际问题的软件。
除了其自有网站的更新与发布外，小众软件也在如新浪微博、Twitter等社会化媒体上有进行推送。

## 发展
小众软件网站在2005年成立，作者scavin建站的个人宣言为“收录着我发现并用着的绿色软件，只要够小，够好玩，都要”。初期目标收录的不太知名或流行，但又可以解决实际问题的软件，且偏向于免费软件、绿色软件、开源软件类型。
初期都是scavin个人的使用经验交流，之后出现了用户投稿，或者是软件开发者的自荐。站点成长亦伴随用户需求，如询问遇到某某问题，是否有软件可以提供解决，受此影响形成了互助问答板块以及发现频道。
站点一开始以个人博客形式呈现，网站架构采用WordPress，在2007年曾经历过域名更换，更换后的域名伴随至今；伴随网站发展，出现了用户交流的论坛系统。在2011年，站长scavin因为感受到很多免费软件作者的赤诚，但因为种种原因没有介绍页面，站点也开始尝试为一些免费软件提供主页空间；如Mcool播放器的页面即托管在小众软件站点下。站点亦曾举办网友票选的软件评选活动。
除了一直坚持的免费及开源类型的软件推荐，出于版权维护的理念，该站点也提供正版软件特价团购信息的推送，以及软件使用类书籍的推荐；由于受众群体的类型，也合作一些公司进行过人员招聘。
伴随智能手机、跨操作系统软件的兴起，软件推荐范围，也从原本桌面端平台的Windows、Linux及macOS，扩展到如Android、iOS以及Chrome插件或是基于Web网页的功能等。

## 轶闻
- 早期网站发展中一直受到抄袭困扰，也导致了网站的PR值不高。
- 站长与同为软件介绍及电脑使用经验类的网站善用佳软、电脑玩物等偶有交流互动[2]。